# مارلين ليما
مارلين ليما (بالفرنسية: Marilyn Lima)‏ هي ممثلة فرنسية، ولدت في سبتمبر 1995 في بوردو في فرنسا.

## وصلات خارجية
- الموقع الرسمي
- مارلين ليما على موقع IMDb (الإنجليزية)
- مارلين ليما على موقع ألو سيني (الفرنسية)
- مارلين ليما على موقع قاعدة بيانات الفيلم (الإنجليزية)